# Narathura muta
Narathura muta är en fjärilsart som beskrevs av William Chapman Hewitson 1862. Narathura muta ingår i släktet Narathura och familjen juvelvingar. Inga underarter finns listade i Catalogue of Life.